# Lighthouse X
Lighthouse X var en dansk popgruppe dannet i 2012 bestående af Søren Bregendal, Martin Skriver og Johannes Nymark. Gruppen blev kendt for at have tæt samarbejde med organisationerne "Børnehjertefonden", "Julemærkefonden" og "Børn, Unge og Sorg"..
I februar 2015 udgav bandet EP’en Lighthouse X og fulgte i august op med den engelsksprogede single "It’s A Brand New Day".
Lighthouse X deltog i Dansk Melodi Grand Prix 2016, hvor de vandt med sangen "Soldiers of Love". Sangen vandt med 42 % af stemmerne i den endelige finale foran Anja Nissen og Simone. Dermed repræsenterede de også Danmark i Eurovision Song Contest 2016 i Stockholm, hvor de dog ikke kvalificerede sig til finalen.
Den 15. august 2016 meddelte gruppen, at den ville blive opløst. Deres sidste koncert blev spillet d. 17. august til Copenhagen Pride.

## Diskografi
| År   | Album             | Højeste hitlisteplacering |
| År   | Album             | DK                        |
| ---- | ----------------- | ------------------------- |
| 2015 | Lighthouse X (EP) | 9                         |

### Singler
| 2014                                                     | "Kærligheden Kalder"   | 37 | Lighthouse X           |
| 2014                                                     | "Hjerteløs"            | 9  | Lighthouse X           |
| 2015                                                     | "Nattens gløder"       | —  | Lighthouse X           |
| 2015                                                     | "Home"                 | —  | Non album single       |
| 2015                                                     | "It’s A Brand New Day" | 6  | Non album single       |
| 2016                                                     | "Soldiers of Love"     | 5  | Melodi Grand Prix 2016 |
| "—" markerer en udgivelse der ikke opnåede en placering. |                        |    |                        |

## Tours
- Lighthouse X Live (2015)